# Popis hrvatskih veleposlanika u Maliju
Republika Hrvatska i Republika Mali održavaju diplomatske odnose od 13. rujna 2001. Sjedište veleposlanstva je u Alžiru.

## Veleposlanici
Hrvatska nema rezidentno veleposlanstvo u Maliju. Veleposlanstvo Republike Hrvatske u Alžirskoj Narodnoj Demokratskoj Republici pokriva Republiku Mali.
| Veleposlanik       | Postavljenje       | Opoziv              | Sjedište |
| ------------------ | ------------------ | ------------------- | -------- |
| Marin Andrijašević | 5. listopada 2015. | 31. listopada 2018. | Alžir    |

## Vanjske poveznice
- Mali na stranici MVEP-a